# Orchestina ecuatoriensis
Espèce
Orchestina ecuatoriensis est une espèce d'araignées aranéomorphes de la famille des Oonopidae.

## Distribution
Cette espèce est endémique de la province d'Orellana en Équateur,. Elle se rencontre dans la réserve Huaorani et le parc national Yasuni.

## Description
Le mâle holotype mesure 1,20 mm.

## Systématique et taxinomie
Cette espèce a été décrite par Izquierdo en 2017.

## Étymologie
Son nom d'espèce, composé de ecuator(i) et du suffixe latin -ensis, « qui vit dans, qui habite », lui a été donné en référence au lieu de sa découverte, l'Équateur.

## Publication originale
- Izquierdo & Ramírez, 2017 : « Taxonomic revision of the jumping goblin spiders of the genus Orchestina Simon, 1882, in the Americas (Araneae: Oonopidae). » Bulletin of the American Museum of Natural History, no 410, p. 1-362 (texte intégral).